# 조이 메카 파이트
조이 메카 파이트(일본어: ジョイメカファイト)는 닌텐도 초기의 대전 게임으로, 1993년 5월 21일 일본에서 발매되었다.